# Abraham Kupchik
Abraham Kupchik (25 de març de 1892 - 26 de novembre de 1970) va ser un mestre d'escacs estatunidenc.
Abraham Kupchik va néixer en una família jueva a Brest (Belarús) (llavors part de l'Imperi Rus, després Polònia i actualment Belarús). La seva família va emigrar als Estats Units el 1903. Era comptable de professió.

## Resultats destacats en competició
Va guanyar el Campionat del Manhattan Chess Club deu vegades en solitari i una vegada compartit. El 1915, va empatar a la tercera-quarta plaça a Nova York amb Oscar Chajes, darrere de José Raúl Capablanca i Frank Marshall. El 1916, a Nova York, va empatar per la segona-quarta plaça amb David Janowsky i Borislav Kostić, darrere de Capablanca. El 1918, va guanyar a Rye Beach, Nova York.
Després de la II Guerra Mundial, el 1919 va guanyar el Campionat de l'estat de Nova York a Troy (Nova York), repetint així un títol que ja havia guanyat anteriorment el 1915. El 1923, va empatar al primer lloc amb Marshall a Lake Hopatcong (9è American Chess Congress). El 1924, va perdre un matx contra Iefim Bogoliúbov (+1 -3 =2), a Nova York. El 1925 va empatar un matx contra Carlos Torre Repetto (+1 -1 = 4) a Nova York. El 1926, va finalitzar segon, darrere de Capablanca, a Lake Hopatcong.

### Competicions internacionals per equips
Kupchik va participar, representant els Estats Units en una Olimpíada d'escacs a Varsòvia 1935. Hi va fer una puntuació de (+6 -0 =8) en el tercer tauler, i va guanyar la medalla de bronze individual i la medalla d'or per equips. El 1945 va jugar al novè tauler en el matx per ràdio per equips entre els Estats Units i l'URSS, perdent ½-1½ contra Vladímir Makogonov.
| Any  | Olimpíada    | Ciutat   | Tauler | Guanyades | Taules | Perdudes | %    | Posició indiv. | Posició equip    |
| ---- | ------------ | -------- | ------ | --------- | ------ | -------- | ---- | -------------- | ---------------- |
| 1935 | VI Olimpíada | Varsòvia | 3r     | 6         | 8      | 0        | 71.4 | [ nts 2 ]      | Medalla de plata |

### Rànquing mundial
El seu millor rànquing Elo s'ha estimat en 2641 punts, l'agost de 1926, moment en què tenia 35 anys, cosa que el situaria en 14è lloc mundial en aquella data. Segons chessmetrics, va ser el 14è millor jugador mundial en 2 diferents mesos, el gener de 1917 i l'agost de 1926.